# Université de la Tuscia
L’université de la Tuscia (en italien, Università degli Studi della Tuscia) est une université italienne, située à Viterbe, dans le Latium, dans la région historique de la Tuscia.
En 2007, cette université a été classée 2e par le Censis, dans son classement annuel des petites universités italiennes (moins de 10 000 étudiants), derrière l'université de Camerino, publié par La Repubblica (10 juillet 2007).